# Belica (gmina Osilnica)
Belica – wieś w Słowenii, w gminie Osilnica. W 2018 roku liczyła 7 mieszkańców.